# Université du Middlesex
Pour les articles homonymes, voir Middlesex.
L'université du Middlesex (en anglais : Middlesex University) est une université britannique située au nord de Londres, en Angleterre, dans le comté du Middlesex.

## Histoire
Les origines de l'université remontent à 1973 avec la fusion du Enfield College of Technology, du Hendon College of Technology et du Hornsey College of Art afin de fonder le Middlesex Polytechnic (Institut polytechnique du Middlesex). En 1974, St Katharine’s College of All Saints (fondé en 1878) et Trent Park College sont à leur tour associés et l'institut prend officiellement le nom d'université du Middlesex en 1992. En 2004, l'école de commerce de l'université de l'université (Middlesex University Business School) ouvre un campus à Dubaï.

## Campus

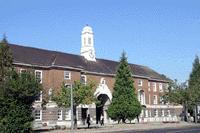
Campus d'Hendon.

L'université est répartie sur 5 campus, tous situés au nord de Londres, près de l'autoroute M25 qui fait le tour de la capitale, ce qui a valu à l'université le surnom de "University of the North Circular". Certains campus, tels que celui de Trent Park, sont assez remarquable par leur architecture.

### Tottenham

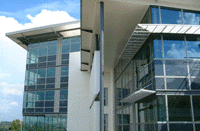
Bibliothèque à Hendon.

Le campus de Tottenham, situé à Wood Green, a été fondé en 1878 et était à l'origine le premier centre de formation des enseignants du Royaume-Uni. Il a d'abord été nommé The College of St Katharine's, puis The College of All Saints. En 1960, le campus a subi d'importants travaux d'extension mais a conservé son architecture victorienne. Avant sa fermeture et sa délocalisation en 2005 sur d'autres campus, il abritait les formations en sciences humaines, commerce, droit et sociologie.

### Hendon
Le campus d'Hendon s'appelait autrefois Hendon College of Technology. Le bâtiment actuel, de style néo-georgien a été construit par H.W. Burchett et inauguré en 1939. 40 millions de livres sterling ont été investies lors de sa rénovation qui a inclus l'ajout d'une verrière sur la cour centrale. Le bâtiment a été agrandi en 1955 et deux nouvelles extensions ont été ajoutées en 1969. En 2004, une nouvelle bibliothèque, la Sheppard Library a été inaugurée. Hendon abrite aussi un club de sport pour les étudiants et le personnel et dispose d'un des rares courts de jeu de paume du Royaume-Uni. L'école de commerce de l'université (la Middlesex University Business School) se situe également sur ce campus.

### Enfield
Le campus d'Enfield accueillait à l'origine le Enfield College of Technology, fondé en 1901 sous le nom de Ponders End Technical Institute. Le campus abritait les formations en sciences sociales et médicales. Il a été fermé et démoli en juin 2008 et a laisser place à des logements.

### Cat Hill
Le campus de Cat Hill se trouve dans le borough londonien d'Enfield et abritait à ses débuts le fameux Hornsey College of Art, fondé en 1880. À la fin des années 1970, ce campus a été agrandi pour devenir la Faculty of Art & Design (faculté d'arts et de dessin) de ce qui s'appelait alors encore Middlesex Polytechnic (Institut de technologie du Middlesex). Aujourd'hui, Cat Hill abrite les formations en arts, arts électroniques, dessins et cinéma mais également le Museum of Domestic Design and Architecture ainsi que le Lesbian and Gay Newsmedia Archive (Archives des médias gays et lesbiens).

### Trent Park

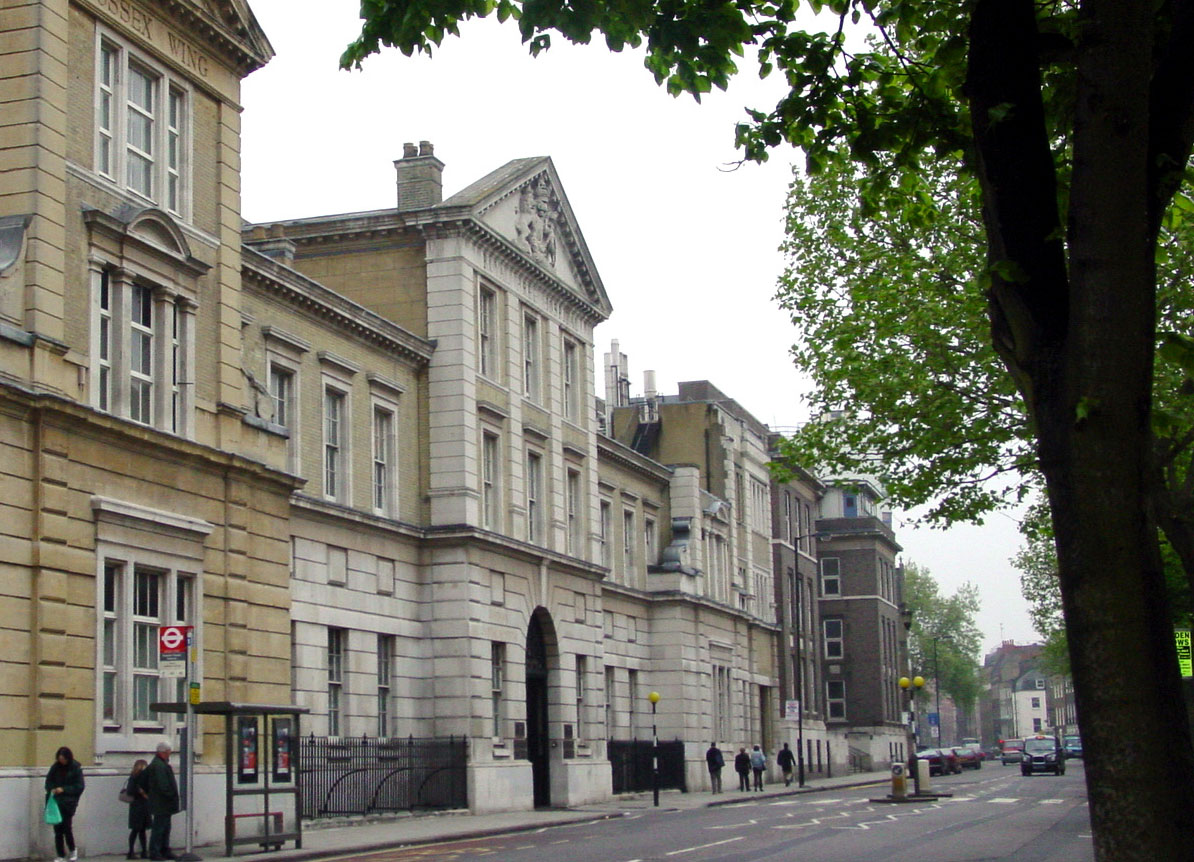
Le Royal Free Hospital.

Trent Park est un immense manoir situé dans un parc de 4 km2 qui, au XIVe siècle, servait  de maison de chasse au roi Henry IV. Les formations en arts du spectacle, conception de produits, ingénierie, biologie ainsi que la formation d'enseignants sont dispensés sur ce campus.
Petite note historique supplémentaire Article complet en anglais sur l'histoire du manoir: Selon un documentaire de la BBC paru en 2005 sur la Wehrmacht, le manoir de Trent park fut utilisé par la Royal Air Force (RAF) en 1942 dans le cadre d'une opération d'espionnage.
Cette opération consistait à fournir aux généraux Allemands capturés, tout le confort nécessaire afin de se sentir à l'aise. Ce que ceux-ci ne savaient pas: ils étaient sous écoute électronique constante

### Archway and Hospitals
Archway and Hospitals est le nom du campus sur lequel se situe la School of Health and Social Sciences qui travaille avec quatre autres sites : le Royal Free Hospital, le Whittington Hospital (géré conjointement avec University College London), le Chase Farm Hospital ainsi que le North Middlesex Hospital.

### Dubaï
En 2004, l'université a inauguré un nouveau campus à Dubaï pour offrir des formations de premier cycle (undergraduate) en technologie de l'information, communication et média, psychologie et tourisme ainsi qu'un Bachelor of Business Administration. Elle propose également des Masters en marketing, gestion des ressources humaines, management ainsi qu'un Master of Business Administration.

## Personnalités liées à l'université

### Étudiants
- Napoleon Abdulai, ambassadeur du Ghana à Cuba
- Gladys Asmah, ministre des femmes et des affaires des enfants du Ghana puis ministre de la pêche
- Lady Sarah Armstrong-Jones, fille de princesse Margaret
- Anne Boden, fondatrice de Starling Bank
- Lord Davies of Oldham, (Labour)
- Lord Maxime Hassid, homme d'affaires célèbre
- Mike Gapes, MP (Labour)
- Damien Meslot, Député du territoire de Belfort (France)
- Roger Glover, musicien de (Deep Purple)
- Nick Harvey, MP (Liberal Democrats)
- Baronne Tessa Blackstone, ministre de l'éducation (1997-2001), ministre des arts (2001-2003)
- Kim Howells, MP (Labour)
- Dermot O'Leary, présentateur de télévision
- Nick Leeson, trader et auteur de spéculations boursières illégales, y a étudié après sa sortie de prison
- Vivienne Westwood, couturière et styliste
- Yasmin Yusuf, couturier (de Marks et Spencer)
- Wangui wa Goro, universitaire kényane
- Simon Woolley, homme politique britannique.